# Zarośle
Zarośle este o arie protejată (sit de importanță comunitară — SCI) din Polonia întinsă pe o suprafață de 391,83 ha, integral pe uscat.

## Localizare
Centrul sitului Zarośle este situat la coordonatele 50°27′35″N 23°18′25″E / 50.4597°N 23.307°E.

## Înființare
Situl Zarośle a fost declarat sit de importanță comunitară în aprilie 2004 pentru a proteja un număr necunoscut de specii din flora spontană și fauna sălbatică aflate în arealul zonei.

## Biodiversitate
Situată în ecoregiunea continentală, aria protejată conține 3 habitate naturale: Păduri de fag Asperulo-Fagetum, Păduri de stejar și carpen Galio-Carpinetum, Păduri de brad Holy Cross (Abietetum polonicum).
La baza desemnării sitului se află un număr nedeclarat de specii protejate.